# مولوي عليا
مولوي عليا هي قرية في مقاطعة مراغة، إيران. عدد سكان هذه القرية هو 95 في سنة 2006.